# كتلة المصالحة والتحرير
كتلة المصالحة والتحرير حزب سياسي عراقي تأسس عام 1995 في الأردن باسم حزب الوطن العراقي على يد معارضين سابقين لنظام صدام حسين . من بين الأعضاء البارزين صهر صدام ، حسين كامل المجيد ، ويرتبط الحزب بعشيرة الجبوري . كان رئيس الحزب الحالي مشعان الجبوري .

### النشاط السياسي
على عكس العديد من الأحزاب السنية ، قرر الحزب عدم مقاطعة الانتخابات العراقية في يناير 2005 ، حيث حصل على حوالي 31,000 صوت ، بما يكفي لمقعد واحد في المجلس التشريعي . وفي انتخابات ديسمبر ، زاد تمثيله إلى ثلاثة مقاعد .

### تعليق العضوية في البرلمان
في عام 2006 ، أعلنت الكتلة التي كان يمثلها ثلاثة نواب ، تعليق عضويتها في البرلمان العراقي احتجاجًا على التدهور الأمني وإخفاق الحكومة في معالجته . ووفقًا لبيان صادر عن الكتلة وموقع من قبل الجبوري وأذيع عبر قناة الزوراء الفضائية ، اشترطت الكتلة لمراجعة قرارها مناقشة البرلمان تشكيل حكومة إنقاذ وطني . ووصف البيان الوضع في العراق بأنه خطير جدًا ، مبررًا تعليق العضوية بعدم إضفاء شرعية على الحكومة القائمة .

### رفع الحصانة عن الجبوري
في نفس العام ، صوت البرلمان العراقي لصالح رفع الحصانة عن مشعان الجبوري بعد أن طلب رئيس مجلس القضاء الأعلى ، القاضي مدحت المحمود ، رفع الحصانة لتنفيذ أمر قبض بحقه بتهمة الاستيلاء على أموال مخصصة لإطعام قوات حماية النفط التابعة لوزارة الدفاع . وتم التصويت في البرلمان المؤلف من 275 مقعدًا ، حيث وافق 141 نائبًا على رفع الحصانة . وأوضح رئيس البرلمان آنذاك ، محمود المشهداني ، أن هذا الإجراء يهدف إلى ضمان إمكانية مثول الجبوري أمام العدالة ، مع التأكيد على حقه بالعودة للبرلمان إذا ثبتت براءته . لم يحضر الجبوري جلسات البرلمان منذ بداية انعقادها مطلع 2006 .

### الاندماج والحل
في 23 أبريل 2008 ، اندمج الحزب مع التجمع العربي العراقي الذي يتزعمه عبد الكريم عبطان الجبوري .